# Krüssau
Krüssau ist eine Ortschaft und ein Ortsteil von Möckern im Landkreis Jerichower Land in Sachsen-Anhalt.

## Geographie
Die 17 Kilometer entfernte Kreisstadt Burg (bei Magdeburg) ist nur über mehrere Kreis- bzw. Landesstraßen oder über die 6 km entfernte Bundesautobahn 2, Anschlussstelle Theeßen, zu erreichen.
Die von weiten Waldflächen geprägte Landschaft gehört noch zu den westlichen Ausläufern des Fläming und unmittelbar zum Landschaftsschutzgebiet „Möckern-Magdeburgerforth“. Von den vielen Erhebungen in der Nähe erreicht der drei Kilometer entfernte Königsberg mit 67 Metern die größte Höhe. Durch den Ort fließt die Bache, die fünf Kilometer weiter nördlich in das Feuchtgebiet Fiener Bruch mündet.

## Geschichte
Der Ortsname Crüssau taucht erstmals im Jahr 1370 auf. Der Ort war stets dominiert vom Rittergut, bei dem viele Einwohner Lohn und Brot fanden. Im Jahr 1446 erhielt der Adlige Achim von Kracht neben anderen Orten auch das Haus Krussow als Lehen vom Erzbischof Friedrich III. 
Die Geschichte von Krüssau ist eng mit der Familie von Arnim verbunden. Im Jahre 1507 entschloss sich Lippold I. von Arnim, seine Besitzungen im brandenburgischen Zehdenick zu veräußern, um im Erzbistum Magdeburg ein neues Familienimperium zu gründen. Neben den Gütern in Brandenstein, Hohenseeden und Theeßen erwarb er am 29. Mai 1507 auch das Gut Krüssau als Lehen. Krüssau ging 1750 in den Besitz des Grafen Schulenburg und 1756 in den Besitz des Generals Christoph Daniel über.
Nachdem 1680 die Landesherrschaft vom Erzbistum an das brandenburgische Herzogtum Magdeburg übergegangen war, wurde der Ort dem neuen Jerichower Gesamtkreis zugeordnet. Dieser wurde, nun unter preußischer Herrschaft, 1785 in zwei Distrikte aufgeteilt. Krüssau kam zum Distrikt Jerichow II, aus dem nach einer erneuten Verwaltungsreform 1816 der Kreis Jerichow II mit dem Landratsamt in Genthin wurde. Von 1822 bis 1845 war Wilhelm von Arnim dort Landrat. 1928 wurden die bisher selbstständigen Gutsbezirke aufgelöst und eingemeindet. Davon war auch Brandenstein betroffen, das zu Krüssau kam. Im Zuge der DDR-Verwaltungsreform kam es 1952 zu einer Umbenennung des Kreises in Kreis Genthin. 1994 wurde der Kreis Genthin mit dem Kreis Burg zum neuen Landkreis Jerichower Land zusammengelegt.
Mitte des 19. Jahrhunderts beschäftigten sich mehrere Einwohner mit der Tuchmacherei; es gab zu dieser Zeit ca. 20 Webstühle im Dorf.
Auch die Gebietsreformen sind an Krüssau nicht spurlos vorbeigegangen. Am 30. September 1928 wurden der Gutsbezirk Krüssau und der Hauptteil vom Gutsbezirk Brandenstein mit der Landgemeinde Krüssau vereinigt. Die nördliche Waldexklave des Gutsbezirks Brandenstein wurde jedoch mit der Landgemeinde Gladau zusammengelegt. Bis zum 31. Dezember 2009 war Krüssau mit seinem Ortsteil Brandenstein eine eigenständige Gemeinde der Einheitsgemeinde Möckern. Seit dem 1. Januar 2010 verlor es seine Selbstständigkeit und wurde von der Stadt Möckern eingemeindet.
Der letzte Bürgermeister vom selbstständigen Krüssau war Rainer Kohl.

## Einwohnerzahlen
1910 hatte Krüssau 298 Einwohner.
1939 hatte Krüssau mit dem Ortsteil Brandenstein 351 Einwohner.
1964 hatte Krüssau mit dem Ortsteil Brandenstein 453 Einwohner.

## Politik

### Ortschaftsrat
Ortsbürgermeister: Allard von Armin

stellv. Ortsbürgermeister: Wilfried Jechow

Ratsmitglieder:
- Michael Helmecke
- Lothar Liebe
- Ulrich Liesau
- Detlef Meyer[6]

### Ortsbürgermeister
| von           | bis            | Amtsinhaber                     |
| ------------- | -------------- | ------------------------------- |
| 1892          | 1932           | Gustav Schulze                  |
| 1932          | 1945           | Otto Gröpler                    |
| 1945          | 1946           | Otto Schröder                   |
| 1946          | 1949           | Willi Kurth                     |
| 1949          | 1953           | Gustav Musche                   |
| 1953          | 1955           | Erich Schellhase                |
| 1956          | 1961           | Emil Reichel                    |
| 1961          | 1966           | Walter Hartmann                 |
| 1966          | 1971           | Emil Reichel                    |
| 1971          | 2001           | Walter Liesau                   |
| 2010          | Mitte 2015     | Rainer Kohl                     |
| Mitte 2015    | bis 28.04.2016 | Wilfried Jechow (kommissarisch) |
| ab 28.04.2016 | dato           | Allard von Arnim                |

### Wappen
Blasonierung: „In Blau ein nach links schwimmender silberner Schwan mit rotem Schnabel; im Schildfuß drei schwebende schwarze Wellenlinien untereinander.“
Schon im 19. Jahrhundert führte Krüssau ein Bildsiegel mit einem Schwan. Dazu sei erwähnt, dass früher zwischen Krüssau und Theeßen sechs Fischteiche bestanden, die von einem Bach durchflossen waren. Diese Teiche wurden zum Fischfang genutzt und beherbergten vielerlei Wasservögel. Wenn zudem die Chronik vermerkt, dass die Gutsherren in alter Zeit sich auch auf den Teichen Schwäne gehalten haben und daher ein Schwan ins Dorfsiegel aufgenommen ist, so mag das die Erklärung sein. Schwäne waren nicht allein höfische Zier in Parks und an Teichen des Landadels, sondern wurden sogar verzehrt.
Es war Beschluss der Gemeinde vom 4. Juli 2000, das ehemals geführte Siegelbild als heraldisch korrektes Wappen zu gestalten und in das Genehmigungsverfahren zu bringen, was vom Kommunalheraldiker Jörg Mantzsch realisiert wurde.
Die Farben Krüssaus sind: Silber (Weiß) – Blau.

### Historisches Wappenbild

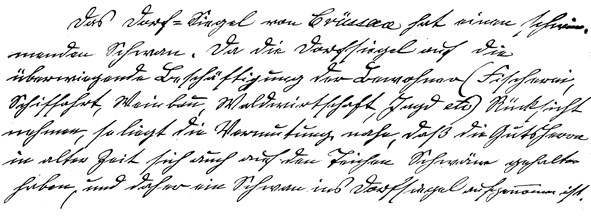

Die Gemeinde Krüssau führte in ihrem Gemeindesiegel schon einmal ein wappenähnliches Siegelbild. Dieses wurde im Zeitraum nach dem Zweiten Weltkrieg bis ca. der Einführung der Bezirke und Kreise in der DDR (1945–1952) benutzt. Eine weitere Quelle ist das Kreisheimatmuseum in Genthin.

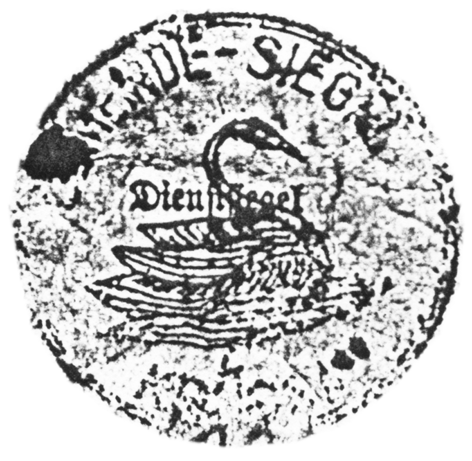
Siegel der Gemeinde Krüssau, 19. Jh.
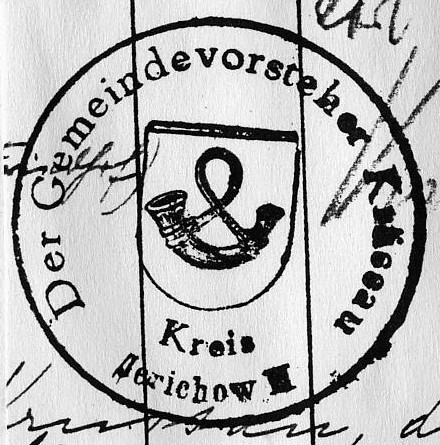
Siegel der Gemeinde Krüssau, 20. Jh.
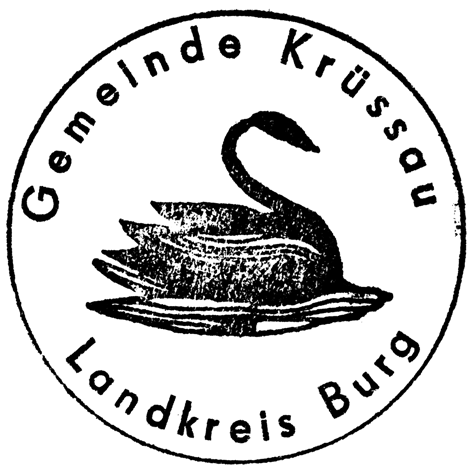
Siegel der Gemeinde Krüssau, 20. Jh.

### Flagge
Die Flagge ist blau – weiß – blau (1:4:1) gestreift (Hissflagge: Streifen senkrecht, Querflagge: Streifen waagerecht verlaufend) mit dem aufgelegten Wappen.

## Denkmäler
- Brunnen
- Herrenhaus
- Jacobuskirche
- Kriegerdenkmal
- Toranlage Herrenhaus

## Freizeit

### Freiwillige Feuerwehr
Die Freiwillige Feuerwehr Krüssau wurde 1921 gegründet.
Sie ist für Einsätze zur Brandbekämpfung und Technischen Hilfeleistung im Bereich Krüssau und Brandenstein zuständig und bildet mit den Freiwilligen Feuerwehren Rietzel und Stresow einen Löschzug für größere Schadensfälle. Aufgrund der großen Wassermenge des Löschfahrzeugs gehört die Krüssauer Feuerwehr auch mit zur Löschbereitschaft für die Bundesautobahn 2.

Der Fahrzeugbestand umfasst ein Tanklöschfahrzeug 16/25 sowie ein Mannschaftstransportfahrzeug.
Die Feuerwehr besteht aus der 
- aktiven Abteilung (24 Mitglieder)
- Alters- und Ehrenabteilung (10 Mitglieder)
- Jugendabteilung (2 Mitglieder)

Neben den eigentlichen Aufgaben der Feuerwehr unterstützen die Mitglieder auch die Durchführung des Dorffestes und anderer Veranstaltungen in der Gemeinde. Sie führen jährlich einen Tag der offenen Tür durch, bei dem sich über die Feuerwehrtechnik informiert werden kann, aber auch zu einem geselligen Beisammensitzen mit den Kameraden der Feuerwehr.

#### Wehrleiter
Lothar Liebe

### Heimatverein
Der Heimatverein des Ortes wurde 2005 gegründet.
Die Zielsetzung des Heimatvereines ist es, dass Zusammenleben in dem Ort interessanter zu gestalten.

Dafür organisiert er jährlich 
- das Dorffest
- das Herbstfest
- die Aufstellung des Gemeindeweihnnachtsbaumes
- das Weihnachtsbaum Verbrennen
- das Volleyball- und Fußballturnier

### Kirchenrat
Der Kirchenrat der Gemeinde kümmert sich um die Pflege des Friedhofsgeländes und der Kirche selbst.

### Sonstige Veranstaltungen
Jährlich werden in Krüssau Reit- und Springturniere ausgetragen, aber auch ein Volleyballturnier und ein Fußballspiel Jugend gegen Alt mit anschließendem Grillen werden jährlich organisiert und durch den Heimatverein personell bei der Durchführung unterstützt.